# Чемпионат мира по тяжёлой атлетике 1908
11-й Чемпионат мира по тяжёлой атлетике прошёл 8-9 декабря 1908 года в Вене (Австро-Венгрия).

## Общий медальный зачёт
| Место | Страна  | Золото | Серебро | Бронза | Всего |
| ----- | ------- | ------ | ------- | ------ | ----- |
| 1     | Австрия | 2      | 2       | 2      | 6     |
| всего | всего   | 2      | 2       | 2      | 6     |

## Медалисты
| Вес         | Золото                  | Серебро                     | Бронза                      |
| ----------- | ----------------------- | --------------------------- | --------------------------- |
| До 80 кг    | Иоганн Айбель (Австрия) | Антон Неедлик (Австрия)     | Иоганн Штаудингер (Австрия) |
| Свыше 80 кг | Йозеф Графф (Австрия)   | Бертхольд Тандлер (Австрия) | Эдмунд Данцер (Австрия)     |

## Ссылка
- Статистика Международной федерации тяжёлой атлетики